# Biriuchia balka
Biriuchia Balka (del ruso: Бирючья балка) es un yacimiento arqueológico del paleolítico superior junto al jútor Kremenskói del raión de Konstantínovsk del óblast de Rostov del sur de Rusia, en el valle del río Séverski Donets. Engloba los sitios Biriuchia Balka 1, Biriuchia Balka 2 y Biriuchia Balka 3.

## Historia
Este yacimiento fue descubierto en 1976 por Nikolái Praslov. En el yacimiento se han encontrado varios niveles del paleolítico -siete musterienses y cinco del Paleolítico superior y uno neolítico. La potencia de los depósitos es de 9 m. Se realizaron trabajos de excavación entre 1988 y 1992 y entre 2000 y 2004 en tres estaciones. Junto a los trabajos se realizó una investigación con el fin de definir la edad absoluta del yacimiento, la reconstrucción del medio ambiente y el clima del periodo de habitación del yacimiento.
Los niveles inferiores, del musteriense, tienen una edad de 42.000-40.000 a. C., el nivel paleolítico superior está entre los 32.000 y 30.000 años a. C. Los restos de fauna pertenecen en su mayoría a bisontes, ciervos y caballo y pequeños antílopes y son hallados principalmente en los niveles musterienses, donde también aparecen numerosos productos de sílex y manchas de ceniza. Se han encontrado núcleos, raederas, raspador y microlitos. En las capas superiores musterienses predominan los núcleos de superficie plana, raederas y raspadores diversos.
Los objetos de los niveles inferiores musterienses tienen analogías en yacimientos semejantes, como el de Shliaj en Povolzhie, Belokuzminovka y Kurdyumovka en el Donbass, y las cuevas Monasheskaya y Barakayevskaya en el Cáucaso Norte. Los objetos de los niveles superiores se asemejan a los de los yacimientos de Kalitvenka-1 en el raión de Kámensk del óblast de Rostov, y Antonovka 1 y 2 en el Donbass.